# 비토리오 에마누엘레 오를란도

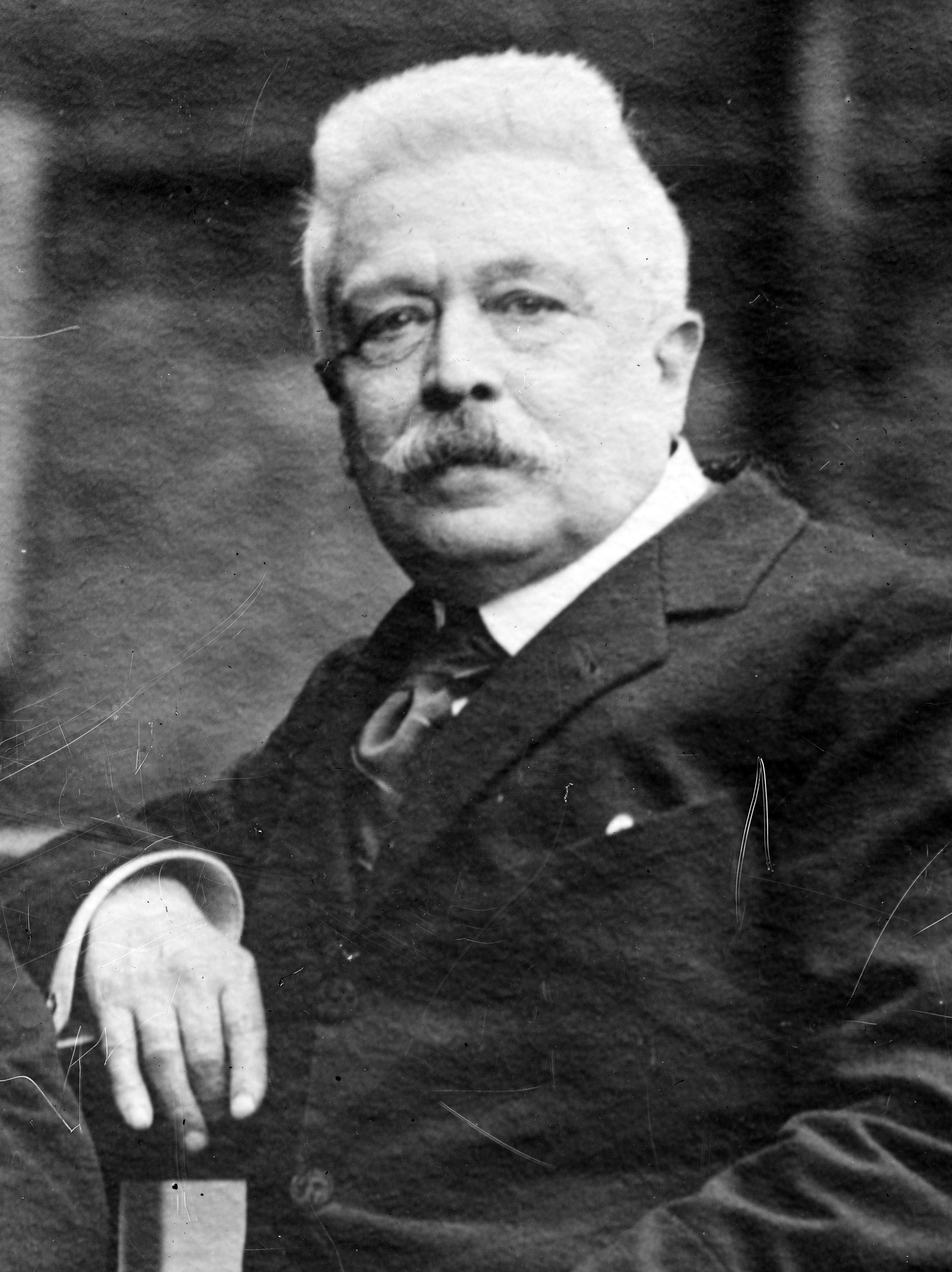
비토리오 에마누엘레 오를란도

비토리오 에마누엘레 오를란도(이탈리아어: Vittorio Emanuele Orlando, 1860년 5월 19일 ~ 1952년 12월 1일)는 이탈리아의 정치인, 외교관이다. 1917년 10월 29일부터 1919년 6월 23일까지 총리, 1919년부터 1920년, 1944년부터 1946년까지 국회의장을 지냈다.

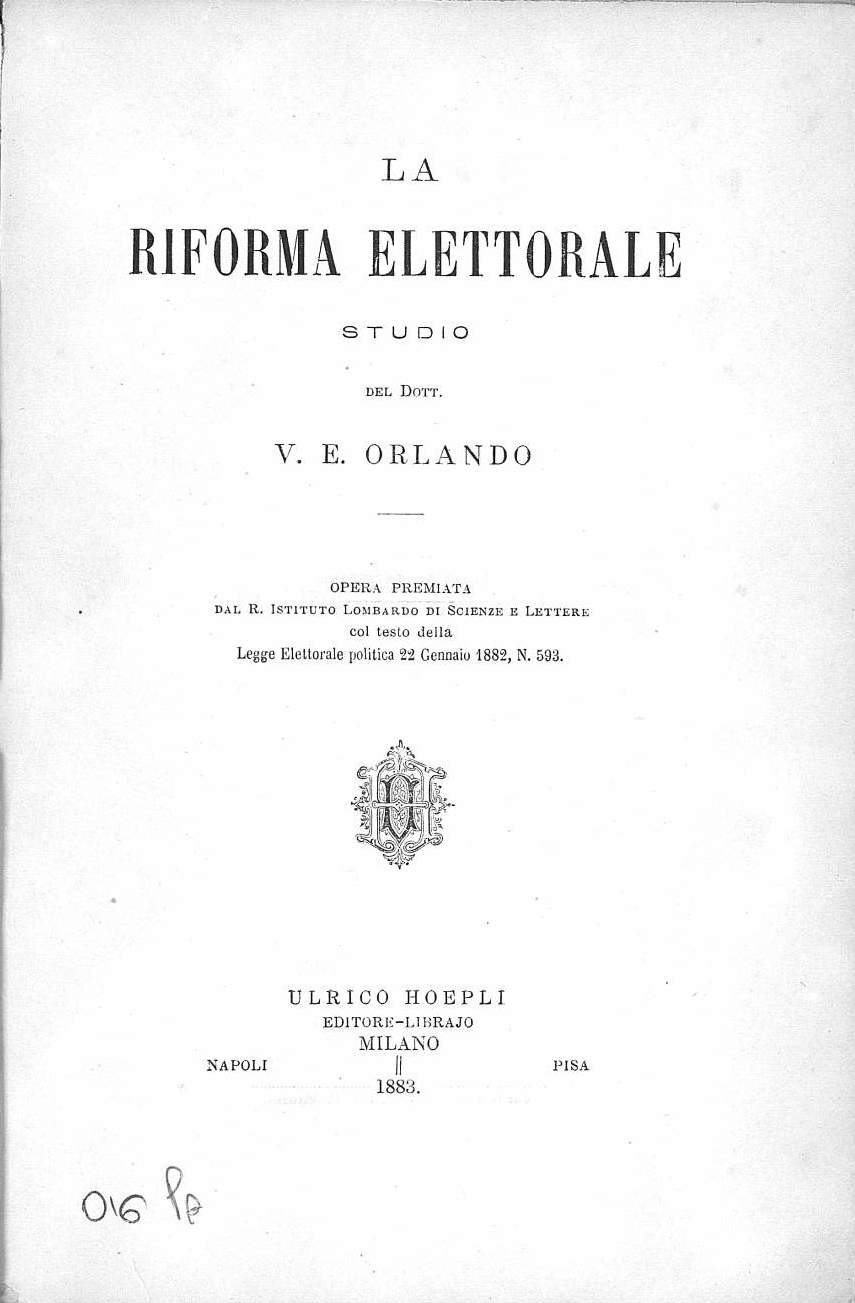
La riforma elettorale, 1883